# Orson Scott Card
Orson Scott Card (24 de agosto de 1951) es un escritor estadounidense de ciencia ficción y otros géneros literarios. Su obra más conocida es El juego de Ender.
Nacido en Richland (Washington), creció en California, Arizona y Utah. Vivió en Brasil dos años como misionero de La Iglesia de Jesucristo de los Santos de los Últimos Días (Iglesia mormona). Fue licenciado por la Universidad Brigham Young en 1975 y la Universidad de Utah en 1981. Actualmente, vive en Greensboro (Carolina del Norte).
Es autor de numerosas novelas (Niños perdidos, El cofre del tesoro) y diversas sagas como La Saga del Retorno o las historias de Alvin el Hacedor.
Ha ganado numerosos premios Hugo y Nébula, como el Nébula de 1985 y el Hugo de 1986 a la mejor novela por El juego de Ender y el Nébula de 1986 y Hugo de 1987 por La voz de los muertos.
Card ha incursionado dentro del mundo de los cómics al escribir el guion entre los años 2005 y 2006 de la miniserie Ultimate Iron Man.
También colaboró en el guion de algunas aventuras gráficas (videojuegos) de los 90, como el primer Monkey Island.

## Primeros años
Card es uno de los seis hijos de Willard y Peggy Card, y hermano mayor de Arlen Card. Nació en Richland, Washington, y creció en Santa Clara (California) así como en Mesa (Arizona) y Orem (Utah). 
Sirvió como misionero para La Iglesia de Jesucristo de los Santos de los Últimos Días en Brasil y se graduó en la Universidad Brigham Young y en la Universidad de Utah; también estuvo un año haciendo un doctorado en la Universidad de Notre-Dame.[cita requerida]
Actualmente vive en Greensboro (Carolina del Norte), ubicación que ha tenido un importante papel en El juego de Ender y en otras muchas obras suyas.

## Vida personal
Card y su esposa Kristine Allen han tenido cinco hijos, cada uno bautizado con el nombre de uno o más autores que él y su esposa admiran. Los nombres de sus hijos son Michael Geoffrey (Geoffrey Chaucer), Emily Janice (Emily Brontë y Emily Dickinson), Charles Benjamin (Charles Dickens), Zina Margaret (Margaret Mitchell) y Erin Louisa (Louisa May Alcott). Charles, que tenía parálisis cerebral, murió poco después de cumplir los 17 años; y su hija Erin murió el mismo día que nació. Orson Scott Card y su esposa viven con su hija más joven, Zina, en Greensboro (Carolina del Norte).
La vida de su hijo Charles ha influenciado sus novelas, especialmente la saga Homecoming. Su hija Emily, junto con otros dos escritores, adaptó las historias cortas de su padre Clap Hands and Sing, Lifeloop y A Sepulchre of Song para el teatro en Posing as People.
En 2008, Orson Scott Card apareció en el cortometraje The Delivery, que protagonizaba su hija Emily. Interpretó a un escritor que lee un audiolibro en el cortometraje que ganó el primer puesto de Fantasía en el Dragon*Con Film Festival. Escribió una historia original, The Emperor of the Air, específicamente para el cortometraje, dirigido por Gabrielle de Cuir y Stefan Rudnicki.
Es fan de la serie de televisión Firefly y aparece en un documental sobre ella. También ha sido jurado en varios programas de televisión y organizaciones,y forma parte de la National Organization for Marriage (2009–2013).

## Opiniones personales

### Religión
Su práctica de la religión mormona es una parte importante de su vida. Uno de sus tatarabuelos era Brigham Young, destacado líder de la Iglesia de Jesucristo de los Santos de los Últimos Días, y todos sus antepasados de las últimas tres generaciones fueron mormones. Entre sus ancestros hay otros mormones destacados como Charles Ora Card, fundador de la colonia mormona de Cardston, en la provincia canadiense de Alberta. Su fe ha sido fuente de inspiración para sus obras y opiniones personales.

### Política
En 2008, un día antes de las elecciones presidenciales de Estados Unidos, escribió un artículo de opinión en RealClearPolitics, en el que a pesar de ser demócrata, animaba a los votantes a apoyar al partido republicano. En otro artículo escrito para el Mormon Times, condenaba a cualquier gobierno que aprobara el matrimonio gay: «sin importar la ley, el matrimonio solo tiene una definición, y cualquier gobierno que intente cambiarla es mi enemigo mortal. Actuaré para destruirlo y acabar con él…».
En 2009 se convirtió en miembro de la National Organization for Marriage, grupo que trata de impedir la legalización de los matrimonios entre el mismo sexo.Card ha pedido que las leyes contra la conducta homosexual permanezcan en los libros y que EE. UU. vuelva a los valores de los años 60.

### Medio ambiente y ciencia
Aunque apoya la investigación de fuentes de energía alternativas y la superación del uso de combustibles fósiles, ha criticado con frecuencia las acciones para evitar el calentamiento global y afirma que los presuntos peligros del calentamiento global «se han convertido en una ortodoxia científica que obstaculiza la investigación y el debate».
Su relato corto Angles muestra a unos científicos que temen continuar su investigación porque iría en contra del dogma científico establecido. También, quizá por sus creencias religiosas, ha mostrado desconfianza respecto al darwinismo en oposición a la teoría del diseño inteligente (de la que también desconfía, pero por razones diferentes). Card critica a los científicos que afirman que el darwinismo explica por completo el funcionamiento de la evolución y ha dicho que «la ciencia no ha demostrado ni podrá demostrar nunca el diseño inteligente».

## Bibliografía seleccionada

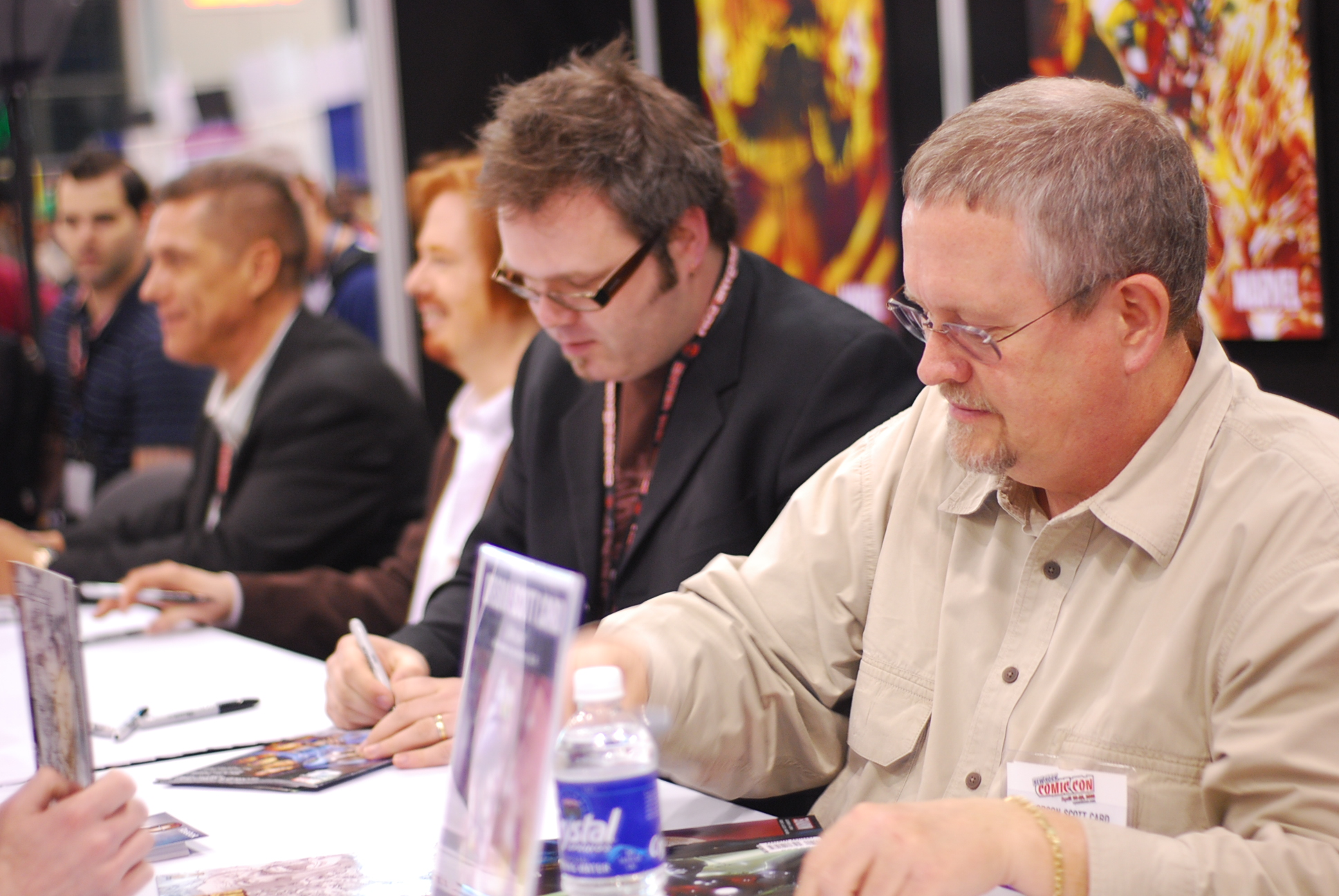
Orson Scott Card (a la derecha) en 2008.